# Armorial de la Maison de Bruce
Cette page présent et décrit les armoiries des nobles issus de la maison de Bruce alias Bruce ainsi que quelques phrases biographiques pour chacun.
À l'origine famille d'origine normande, installée par la suite en Angleterre et en Écosse. Elle est la maison royale d'Écosse de 1306 à 1371 à la suite de l'avènement de Robert Ier d'Écosse.
Robert I de Bruce, seigneur de Skelton et d'Annandale, est le fondateur de la Maison de Bruce en Angleterre et en Écosse.

## Bruce de Skelton (branche anglaise)
| Blasons | Personnages historiques et blasonnement |
| ------- | --- |
| Blason  | Adam I de Bruce, 2e lord de Skelton († 1143), est le fils aîné de Robert I de Bruce. Il hérite de son père ses domaines anglais mais meurt peu de temps après lui. Adam II de Bruce, 3e lord de Skelton († 1180), fils du précédent, membre du Parlement sous Henri II. Pierre I de Bruce, 4e lord de Skelton († 1211), fils du précédent. Pierre II de Bruce, 5e lord de Skelton, fils du précédent, se révolte contre Jean sans Terre. Pierre III de Bruce, 6e lord de Skelton († 1241), fils du précédent. Pierre IV de Bruce, 7e et dernier lord de Skelton († 1271), fils du précédent, mort sans postérité. D'argent, au lion passant d'azur. |

## Bruce d'Annandale (branche écossaise)

### Lords d'Annandale
| Blasons | Personnages historiques et blasonnement |
| ------- | --- |
| Blason  | Robert de Bruce, 2e lord d'Annandale († 1114), second fils de Robert de Bruce, est le fondateur de la branche écossaise de la Maison de Bruce. Il épouse Euphémie de Crosebi (ou Crosbj) d'Aumale. William de Bruce, 3e lord d'Annandale († 1212), second fils du précédent. Il hérite de son père après la mort de son frère aîné Robert III de Bruce. Il siège au parlement du roi Jean sans Terre qui le comble de faveurs. Robert de Bruce, 4e lord d'Annandale dit le Noble († v. 1245), il épouse Isabelle d'Huntingdon qui confère alors à leur postérité des droits sur le trône d'Écosse. Robert de Bruce, 5e lord d'Annandale dit le Compétiteur († 1295) shérif de Cumberland et gouverneur de Carlisle. En 1255 il devient gardien de l'Ecosse. Au cours de la crise de succession écossaise il prétend au trône d'Écosse jusqu'à son renoncement en 1292. D'or, au sautoir de gueules, au chef du même. |
| Blason  | Robert de Bruce, 6e lord d'Annandale († 1304), fils de Robert V de Bruce. Il épouse Margaret de Carrick et a plusieurs enfants. À la suite de son père il est le rival de Jean Balliol et n'hésite pas à s'allier au roi Édouard Ier d'Angleterre auquel il fait allégeance pour ses fiefs anglais en 1295. D'or, au sautoir de gueules, au chef d'argent chargé d'un lion léopardé d'azur. |
| Blason  | Richard de Bruce, autre fils de Robert V de Bruce. D'or, au sautoir de gueules, au chef d'or. |

### Lords de Connington et Exton
| Blasons | Personnages historiques et blasonnement |
| ------- | --- |
| Blason  | Bernard I Bruce, lord de Connington et Exton († 1268), autre fils de Robert V de Bruce. En 1264 il négocie la rançon de son père, fait prisonnier à la bataille de Lewes. Il épouse Alicia, fille de William de Beauchamp d'Elmley puis Constance, fille de Ralph de Morteyn. Bernard II Bruce, lord de Connington et Exton († 1300), fils du précédent. Bernard III Bruce, lord de Connington et Exton (v.1264-1330), fils du précédent. Bernard IV Bruce, lord de Connington et Exton (1311-1336), fils du précédent. John Bruce, lord de Connington et Exton (1311-1336), frère du précédent. Il épouse Margaret Hardreshule. D'azur au sautoir d'or, au chef du même |

### Rois d'Écosse
| Blasons                                          | Personnages historiques et blasonnement |
| ------------------------------------------------ | --- |
| Blason avant 1306 Blason Après 1306 Roi d'Ecosse | Robert VII de Bruce devenu Robert Ier d'Écosse est le fils de Robert VI. Il est nommé Gardien de l'Ecosse en 1298 après avoir participé à la révolte de William Wallace. Le 25 mars 1306 il est couronné Roi d'Écosse à Scone. Il conduit ensuite ses troupes à la victoire lors de la bataille décisive de Bannockburn en 1314. Sous son règne la Déclaration d'Arbroath de 1320, envoyée au pape par les principaux barons écossais, affirme l'indépendance de l'Écosse, indépendance reconnue par Édouard III d'Angleterre par le traité d'Édimbourg-Northampton en 1328. Robert Ier meurt en 1329, dans sa 23e année de règne. Dans les siècles qui suivent il est considéré comme un symbole de l'indépendance de la nation écossaise. D'or, au sautoir de gueules et au chef du même, chargé d'un léopard d'or (blason personnel) D'or au lion rampant de gueules, armé et lampassé d'azur, au double trescheur fleuronné et contre-fleuronné du second (roi d'Ecosse) Blason d'Isabelle de Mar, première épouse de Robert de Bruce. Isabelle de Mar est morte avant que Robert soit couronné roi d'Écosse, et n'est donc jamais devenue reine. Elle est la fille de Donald, comte de Mar, et d'Helen (ou Elena) du Pays de Galles, fille illégitime de Llywelyn le Dernier (mort en 1282), dernier roi gallois indépendant avant la conquête du Pays de Galles par Édouard Ier d'Angleterre. Blason d'Élisabeth de Bourg, seconde épouse de Robert Ier et reine consort d'Écosse. Elle est la fille du comte d'Ulster Richard le Jeune et de sa femme Marguerite. Son père est un ami proche du roi Édouard Ier. En 1302, elle épouse Robert Bruce, qui est alors comte de Carrick. |
| Blason Roi d'Ecosse                              | David II d'Écosse (Dunfermline, 5 mars 1324 – Édimbourg, 22 février 1371), est le fils de Robert de Bruce et de sa seconde épouse Élisabeth de Bourg. David devient roi alors qu'il a cinq ans le 7 juin 1329. Premier roi d'Écosse à être oint, en vertu de la bulle du pape Jean XII promulguée le 13 juin 1329 il est couronné à Scone le 24 novembre 1331. Blason de Jeanne d’Angleterre, première épouse de David II, et reine consort d'Écosse. Jeanne d’Angleterre (aussi appelée Jeanne de la Tour) est la seconde fille d'Édouard II et d’Isabelle de France. Elle épouse David II alors qu'elle a 7 ans, et meurt de la peste en 1362 sans avoir mis au monde d'héritier. Blason de Marguerite Drummond seconde épouse de David II, et reine consort d'Écosse. Marguerite Drummond est la seconde épouse de David II. Elle épouse le roi à Inchmurdach le 20 février 1364. Mais le couple n'a pas d'enfants, ce qui pose le problème de l'absence d'héritier. Ils se séparent dès 1368 et le roi divorce pour infertilité le 20 mars 1369. Pourtant le divorce est annulé par le Pape Urbain V à la demande de Marguerite, empêchant ainsi le roi de se remarier. |
| Blason                                           | Marjorie Bruce (1296 - 2 mars 1316) est la fille aînée de Robert Ier et de sa première femme Isabelle de Mar. Elle épouse Walter Stuart, grand sénéchal d'Écosse, ce qui à la mort de David II (sans héritier), transmet la couronne d'Écosse à la Maison Stuart. Son fils Robert devient alors le premier monarque de cette maison (à l'époque Stewart). Walter Stuart (v. 1296 – 9 avril 1327) est un fils cadet de James Stuart (mort en 1309), 5e grand sénéchal d'Écosse, et de Egidia (Giles), sœur de Richard de Bourg, comte d'Ulster. Il est le seul héritier de son père et lui succède comme High Steward d'Écosse (grand sénéchal du royaume). |

### Roi suprême d'Irlande
| Blasons                        | Personnages historiques et blasonnement |
| ------------------------------ | --- |
| Blason Comte de Carrick Blason | Edouard Bruce, comte de Carrick et Roi suprême d'Irlande (v.1280–1318), fils de Robert VI d'Annandale et donc frère de Robert Ier d'Ecosse. En 1304, il est armé chevalier et fait partie de la maison d'Édouard (prince de Galles) en Écosse. En février il est le seul frère restant de Robert après les exécutions commises par les anglais. Il accompagne alors son frère dans les batailles et repousse des ennemis qui profitaient d'une maladie de Robert à Slioch. Il finit par devenir le lieutenant de ce dernier dans le sud ouest en conduisant une expédition avec succès au Galloway en 1308. En 1314 il amène une forte armée de renfort à son frère pour la bataille de Bannockburn. Il commande ensuite une des trois divisions écossaises, celle qui subit de plein fouet la charge de l'avant-garde ennemie au début de la bataille. Par la suite il est désigné héritier de son frère au trône d'Ecosse. Edouard tente de s'emparer de l'Irlande avec le soutien de son frère lors d'une expédition militaire de 1315 à 1317. Il est proclamé roi en juin 1315 et se fait reconnaître comme tel par Domnall mac Brian Ó Néill, roi de Tir Éogain. Le 14 octobre 1318 il est tué au combat contre les Anglais et décapité, sa tête est alors envoyée au roi d'Angleterre Édouard II. Son fils Alexandre Bruce, lui succède en tant que comte de Carrick mais est tué au combat en 1333 sans postérité. D'argent au chevron de gueules (comte de Carrick) et d'argent au lion passant d'azur, chargé d'un croissant d'argent brochant. |

### Reine consort de Norvège
| Blasons | Personnages historiques et blasonnement |
| ------- | --- |
| Blason  | Isabelle Bruce, reine consort puis reine douairière de Norvège (v.1272-1358), fille de fille de Robert VI et donc sœur de Robert 1er d'Ecosse. En 1293, âgée de 21 ans elle épouse le roi Éric II de Norvège et devient donc reine consort. Après six ans de mariage son mari décède en 1293. Elle devient alors reine douairière. Vivant à Bergen jusqu'à la fin de sa vie elle ne se remarie pas. Elle conserve une influence significative, notamment en ce qui concerne les engagements de sa fille unique la princesse Ingeborg Eriksdatter. Elle pourrait également avoir participé aux négociations entre l'Écosse et la Norvège concernant le comté des Orcades et les Shetlands en 1312. Ecartelé au 1 et 4 de gueules, au lion couronné d'or, tenant dans ses pattes une hache d'argent emmanchée d'or (qui est de Norvège); au 2 et 3 d'or au sautoir de gueules, au chef du même (qui est de Bruce). |

## Bruce de Clackmannan et leurs descendants

### Bruce de Clackmannan
| Blasons | Personnages historiques et blasonnement |
| --- | --- |
| Blason Avant le XVIe siècle Blason À partir du XVIe siècle les Bruce de Clackmannan reprennent les armes pleines de la Maison de Bruce. | Thomas Bruce, 1er baron de Clackmanan (1313-av.1358) semble avoir été considéré par David II d'Écosse comme le futur chef de famille de la Maison de Bruce après son décès. Il pourrait être issu de Jean de Bruce, fils de Robert V mais il pourrait appartenir à une branche plus éloignée de la famille Thomas a été fait baron de Clackmannan par le roi après y avoir organisé une révolte contre les Anglais en 1334. Il épouse Marjorie Chartoris de Stenhouse. Tous deux sont les ancêtres de la plupart des Bruce actuels. Robert de Bruce, 2d baron Clackmannan & Rate († 1403) fils du précédent. Il épouse Isabelle Stuart et reçoit du roi David II des terres supplémentaires à Clackmannan et à Rate respectivement en 1359 et 1367. Robert Bruce, 3e Baron de Clackmannan & Rate († 1405), fils du précédent. Il épouse la fille de John Scrimgeour de Dudhope. David Bruce, 4e Baron de Clackmannan & Rate († av. 1449), fils du précédent. Il épouse Jeanne, fille de Sir Jean Stewart, d'Innermeath et de Lorne. John Bruce, 5e Baron de Clackmannan & Rate († 1475), fils du précédent. Il épouse Elisabeth Stewart de Rosyth. David Bruce, 6e Baron de Clackmannan & Rate († ap. 1553), fils du précédent. Il épouse Janet, fille de William Stirling de Keir puis Mariote, fille de Robert Herries de Terregles. David Bruce, 7e Baron de Clackmannan († av. 1561), fils du précédent. Il épouse Janet Blackadder en 1501. Robert Bruce, 8e Baron de Clackmannan, petit-fils du précédent. Il épouse Janet, fille d'Alexander Livingston de Dunipace en 1550 puis Margaret, fille de William Moray, de Tullibardine en 1559. Robert Bruce, 9e Baron de Clackmannan († v. 1645), fils du précédent. Il épouse Janet, fille d'Andrew Wardlaw en 1590 puis Helen, fille d'Henry Durie en 1620. Robert Bruce, 10e Baron de Clackmannan († 1663), fils du précédent. Il épouse Elisabeth, fille de James Haliburton de Pitcur. Henry Bruce, 11e Baron de Clackmannan († 1674), fils du précédent. Il épouse Mary, fille d'Alexander Shaw de Sauchie puis Anne, fille de William Ramsay, de Dalhousie. David Bruce, 12e Baron de Clackmannan († 1712), fils du précédent. Il épouse Margaret, fille de Georges Mac Kenzie, de Cromarty en 1674. John Bruce, 13e Baron de Clackmannan († av. 1724), frère du précédent. Il épouse Anne, fille d'Archibald Roberton, de Bedley. Henry Bruce, 14e et dernier Baron de Clackmannan († 1772), fils du précédent. Il épouse Catherine, fille d'Alexander Bruce, de Newton. D'or au sautoir de gueules, au chef du même chargé d'une étoile d'argent au canton dextre puis D'or au sautoir de gueules, au chef du même. |

### Bruce d'Airth et leurs descendants

#### Lords d'Airth, Lords et Baronets de Stenhouse
| Blasons et armoiries | Personnages historiques et blasonnement |
| -------------------- | --- |
| Blason Armes         | Alexander Bruce, d'Airth, est un fils d'Edouard Bruce, de Clackmannan (second fils de Robert Bruce, 2e baron de Clackmannan, qui hérite par son mariage des seigneurs d'Airth). Il épouse Margaret fille, de Malcolm Forrester, de Torwood. John Bruce, d'Airth, fils du précédent. Il épouse Elisabeth, fille de William Menteith, de Kerse. Robert Bruce, fils du précédent. Il épouse v. 1450 Euphémie, fille d'Alexander, de Montgomery. Robert Bruce, fils du précédent. Il épouse v. 1511 Janet, fille de Sir Walter Forrester, de Carden puis Marion, fille de David Bruce, de Clackmannan. Alexander Bruce d'Airth (1512-1600), fils du précédent. Il épouse Janet, fille d'Alexandre de Livingstone. William Bruce d'Airth (1548-?), fils du précédent. Il épouse Jane, fille de Lord Fleming. John Bruce d'Airth (1583-?), fils du précédent. Il épouse Margaret fille du 4e lord d'Elphinestone. Leur fils meurt sans postérité. Le titre d'Airth passe à la famille Graham. William Bruce, 1er baronnet de Stenhouse (1584-?), frère du précédent. Il obtient Stenhouse de son grand-père en 1611 avant d'être créé baronnet de la Nouvelle-Écosse le 29 septembre 1628. Il épouse la fille du général Middleton, de Letham puis Rachel, veuve de John Jackson. William Bruce, 2e baronnet de Stenhouse, fils du précédent. Il épouse vers 1630 Helen, fille de William Douglas, de Cavers. William Bruce, 3e baronnet de Stenhouse (1640-?), fils du précédent. Il épouse Jeanne Fortune le 15 septembre 1665, puis Alison Turnbull, le 17 avril 1679. Il obtient le grade de colonel en 1649 dans le comté de Stirling William Bruce, 4e baronnet de Stenhouse, fils du précédent. Il épouse Margaret fille de John Boyd, de Trochrg qui meurt en 1721. Robert Bruce, 5e baronnet de Stenhouse, fils du précédent. Michael Bruce, 6e baronnet de Stenhouse († 1795), frère du précédent. Il épouse Mary, fille du général Andrew Agnew, de Lochnaw. William Bruce, 7e baronnet de Stenhouse († 1827), fils du précédent. Il épouse Anne Colquhoun fille de William Cunningham Fairlie. Michael Bruce, 8e baronnet de Stenhouse (1797-1862), fils du précédent. Il épouse en 1822 Isabelle, fille d'Alexandre Moir, de Scotstoun. Il travaille dans l'administration de Bombay. William Cunningham Bruce, 9e baronnet de Stenhouse (v.1829-1906), neveu du précédent. En 1850, il épouse Charlotte Isabella, fille de Walter O'Grady. Il est capitaine dans le 74ème régiment d'Highlanders. William Waller Bruce, 10e baronnet de Stenhouse (1856-1912), fils du précédent. Il épouse en 1892 Angelica Mary, fille du général George Selby. Michael William Selby Bruce, 11e baronnet de Stenhouse (1874-1957), fils du précédent. Il épouse en 1925 Dorren Dalziel fille du major WF Grenwell puis en 1938 à Toronto Constance Elizabeth, fille de Frank Plummer, et enfin en 1946 Margaret Helen, fille d'Arthur Lennon Binns. Il combat lors de la première guerre mondiale aux Dardanelles, en Égypte et en France, et y est blessé. Arrivé au grade de chef d'escadron il combat à nouveau lors de la seconde guerre mondiale et est à nouveau blessé. Il écrit par la suite plusieurs ouvrages dont The Royal House of Bruce qui porte sur l'histoire de sa famille. Francis Michael Ian Bruce, 12e baronnet de Stenhouse (né en 1926), fils du précédent. Il épouse Barbara Stevens Lynch, puis Frances Keegan, puis Marilyn Ann Mullaly, puis Patricia Gail Root, puis Alessandra Conforto. Il sert dans l'armée américaine au cours de la seconde guerre mondiale dans les forces amphibies. Associé de la Gossard-Bruce Company en 1953 il est propriétaire de l'American Maritime Compagny. Michael Ian Richard Bruce of Stenhouse, 13e baronnet de Stenhouse (né en 1950) D'or au sautoir de gueules chargé d'un écusson d'argent au chef de sable au canton dextre |

#### Lords de Kinnaird
| Blasons et armoiries                           | Personnages historiques et blasonnement |
| ---------------------------------------------- | --- |
| Blason Bruce, de Kinnaird Blason Cumming-Bruce | Robert Bruce, 1er Lord de Kinnaird, fils cadet d'Alexander Bruce d'Airth. Il épouse Martha, fille de Georges Douglas, de Parkhead, en 1595. Robert Bruce, 2e Lord de Kinnaird, fils du précédent. Il épouse Margaret, fille de William Menteith, de Kerse. Robert Bruce, 3e Lord de Kinnaird, fils du précédent. Capitaine des gardes du Roi Charles II il épouse en 1644 Marion, fille de James Rollo, de Duncrub. Alexander Bruce, 4e Lord de Kinnaird († 1711), frère du précédent. Il combat avec son frère à la bataille de Worcester et épouse Helen, fille de Robert Bruce, 10e baron de Clackmannan en 1664, puis Margaret, fille de Michael Elphinstone, de Quarell, en 1676. David Hay Bruce, 4e lord de Woodockdale et Kinnaird (1696-1758), petit-fils du précédent par sa mère. Il épouse en 1729 Marion, fille de James Graham, 1er comte d'Airth puis Agnes, fille d'Alexander Glen de Longcroft. James Bruce, de Kinnaird (1730-1794), fils du précédent. Il épouse en 1754 Adriana Allan puis en 1776 Mary, fille de Thomas Dundas, de Fingask. James Bruce, de Kinnaird (1780-1810), fils du précédent. Il épouse en 1798 Elisabeth, fille de William Spicer, de Plear House. D'où Mary Elizabeth Bruce, de Kinnaird (1799-1873) qui épouse en 1820 Charles Lennox Cumming. Elizabeth Mary Bruce, de Kinnaird († 1843) qui épouse en 1841 James Bruce, 8e comte d'Elgin et Alma Bruce, de Kinnaird (1842-1923) qui épouse Thomas John, 5e Lord Thurlow, qui prend alors le nom de Cumming-Bruce. |
| Armes Hovell-Thurlow-Cumming-Bruce             | Thomas John, 5e Baron Thurlow (1838-1916). Il devient par son mariage Thomas Hovell-Thurlow-Cumming-Bruce. C'est un homme politique (membre de la chambre des Lords) libéral, payeur général de Sa Majesté en 1881 et haut-commissaire à l'Assemblée générale de l'Église d'Écosse en 1886. Charles Hovell-Thurlow-Cumming-Bruce, 6e Baron Thurlow (1869-1952), fils du précédent. Il est Pair du Royaume Uni. Henri Hovell-Thurlow-Cumming-Bruce, 7e Baron Thurlow (1910-1971), fils du précédent. Il est Pair du Royaume-Uni et Major général dans l'armée britannique. Francis Hovell-Thurlow-Cumming-Bruce, 8e Baron Thurlow (1912-2013), frère du précédent. Pair du Royaume-Uni et diplomate britannique, il est le dernier gouverneur colonial britannique des Bahamas. Roualeyn Hovell-Thurlow-Cumming-Bruce, 9e Baron Thurlow (né en 1952), fils du précédent. Il est Pair du Royaume-Uni, et est élu en 2015 pour siéger à la Chambre des Lords. Ecartelé au premier, d'or au sautoir de gueules au chef du même, au canton droit une étoile d'or chargée d'un croissant de gueules brisé d'une croix recroisetée qui est Bruce; au second d'azur aux trois gerbes d'or brisé au chef d'une croix croisetée du même qui est Cumming; au troisième d'argent au chevron du même entre deux chevrons de sable chargé de trois herses avec chaînes et anneaux d'argent qui est Thurlow; et au quatrième d'or à la croix de sable                                                                             |

#### Baronets de Dublin et de Downhill (branche irlandaise)
| Blasons et armoiries | Personnages historiques et blasonnement |
| -------------------- | --- |
| Blason Armes         | Stewart Bruce, 1er et dernier baronnet de Dublin (1801-1841), descendant de William Bruce, d'Airth. Il est généalogiste de l' Ordre de St Patrick et Gentleman Usher du château de Dublin . Le 23 décembre 1812, il est créé baronnet de Dublin. Le titre s'éteint à sa mort en 1841. Henry Hervey Aston Bruce, 1er baronnet de Downhill (1788-1822), frère du précédent. Prêtre anglican irlandais, il est créé baronnet en 1804. James Bruce, 2e baronnet de Downhill (1788-1836), fils du précédent. Officier dans la Royal Horse Artillery il sert à la bataille de Waterloo. Il épouse Ellen Hesketh en 1819. Henry Bruce, 3e baronnet de Downhill (1820-1907), fils du précédent. Homme politique conservateur irlandais. En 1842, il épouse Marianne Margaret Clifton. Il est député du Coleraine entre 1862 et 1874 et entre 1880 et 1885. Hervey Bruce, 4e baronnet de Downhill (1843-1919), fils du précédent. Il est haut shérif du comté de Londonderry en 1903 après avoir été officier dans les Coldstream Guards de 1862 à 1878. En 1872, il épouse Ellen Maud Ricardo. Hervey Ronald Bruce, 5e baronnet de Downhill (1872-1924), fils du précédent. Hervey John William Bruce, 6e baronnet de Downhill (1919-1971), fils du précédent. Hervey James Hugh Bruce-Clifton, 7e baronnet de Downhill (1952–2010), fils du précédent. Hervey Hamish Peter Bruce-Clifton, 8e baronnet de Downhill (né en 1986). D'or au sautoir de gueules chargé d'une harpe d'argent, au chef du second au canton dextre d'argent chargé d'un lion rampant d'azur. |

#### Comtes de Bruce (branche française)
| Blasons      | Personnages historiques et blasonnement |
| ------------ | --- |
| Blason Armes | Robert de Bruce, comte d'Airth, est un fils d'Edouard Bruce, de Clackmannan (second fils de Robert Bruce, 2e baron de Clackmannan, qui hérite par son mariage des seigneurs d'Airth). Il est donc le frère de John, dont sont issues les branches précédentes. Alexandre de Bruce, comte d'Airth, fils du précédent. Il épouse Marguerite, fille de Marcel Forrester, de Thorwodheid. Jean de Bruce, comte d'Airth, fils du précédent. Il épouse Elisabeth, fille de Robert de Monteth, de Carr. Thomas de Bruce, seigneur de Larbertsheils et de Woodsyde, fils du précédent. Il épouse Elisabeth, fille de Jacques Auchmoutie, de Fyfe. Thomas de Bruce, seigneur de Larbertsheils et de Woodsyde, fils du précédent. Il épouse Marion, fille d'Alexandre Drummond, de Carnock. Antoine de Bruce, seigneur de Waltoun, fils du précédent. Il épouse en 1581 Jeanne, fille de Jean Leschman, de Waltoun. Adam Bruce, seigneur de Waltoun (1582-?), fils du précédent. Il reçoit du roi Charles Ier en 1663 des lettres patentes reconnaissant sa filiation au 7e degré avec Robert Bruce, de Clackmanan. Thomas Drysdale, hérault d'armes en Écosse, lui délivre son arbre généalogique et ses 8 quartiers de noblesse. Adam Bruce se fait par ailleurs naturaliser en France par le roi Louis XIII en 1634 et est maintenu dans sa noblesse en 1635. Il a épousé Eve-Marie de Hermant. Henri de Bruce, chevalier, seigneur de Terra, fils du précédent. Il épouse Claude, fille d'Hector de Pierres, de Narclay et de la Mabillière. Daniel-Charles de Bruce, chevalier, seigneur de la Bonninière, du Terra et de Fontaine Giry, fils du précédent. Il épouse Catherine, fille de Samuel de Falaiseau. Samuel de Bruce, chevalier, seigneur de Monbrard-lez-Vaux et de la Tour-Balan, second fils du précédent (son grand-frère, lieutenant aux gardes-françaises, chevalier de Saint Louis, étant mort sans descendance). Il épouse Henriette, fille de Philippe de Montaigu. Pierre de Bruce, chevalier, seigneur de Monbrard, de Saint-Bonnet, de la Tour-Balan, des Vaux, du Rivau (1727-1791), fils du précédent. Capitaine des mousquetaires du Roi et chevalier de Saint Louis, il épouse Marie-Adrienne, fille de Louis-Georges-Oudard Feudrix de Bréquigny. Charles-Hector de Bruce, comte de Bruce (1772-1866), second fils du précédent (son frère aîné Louis-Prosper de Bruce, page du Roi, étant mort dans l'émigration sans descendance). Page du comte de Provence (futur Louis XVIII) puis colonel de cavalerie au sein de l'armée napoléonienne il est fait chevalier de Saint Louis et chevalier de l'Ordre de la Légion d'Honneur. Il est par ailleurs reçu chevalier de l'ordre de Malte en 1775. Il épouse Barbe-Sophie, fille de François Larcher, de Chamont. Prosper, comte de Bruce, fils du précédent (1821-?). Membre du conseil général des Ardennes, il épouse Elisabeth-Victoire de Rimogne. Charles, comte de Bruce (1862-1946), fils du précédent. Chevalier de l'Ordre de la Légion d'Honneur il est maire de son village d'Hagnicourt. En 1889 il épouse Marie-Elisabeth de Croÿ (1865-1947), fille de George Victor, prince de Croÿ. Edouard Louis, comte de Bruce, (1896-1972), second fils du précédent (son frère le comte Robert de Bruce (1889-1917), était l'aîné. Aviateur mort pour la France dans le ciel de Consenvoye en 1917 à l'âge de 27 ans,, il a reçu la Croix de guerre avec 2 palmes et 2 étoiles et est devenu Chevalier de la Légion d'Honneur à titre posthume). Edouard quant à lui est capitaine de cavalerie au 5e régiment de chasseurs d'Afrique et officier de l'Ordre de la Légion d'Honneur. Il épouse Anne d'Estampes. D'or au sautoir de gueules, au chef du même chargé à dextre d'une étoile d'or. |

### Bruce de Cultmalindie
| Blasons | Personnages historiques et blasonnement |
| ------- | --- |
|         | Robert Bruce (1475-1529), fils de John, 5e baron de Clackmannan et d'Elisabeth Stuart de Rosyth. Il épouse en 1475 Janet Barbour de Cultmalundie. Il reçoit à cette occasion la moitié des terres de Cultmalindie. Hector Bruce, de Cultmalindie (1475-1535). Il épouse en 1502 Gelis Wardlaw. John Bruce, de Cultmalindie (1511-1569). Il épouse Euphemia Elphinston (connue par ailleurs pour être la maîtresse de Jacques V d'Écosse). Laurence Bruce de Cultmalindie (1547-1617), fils du précédent. Demi-frère de Robert Stuart, 1er comte d'Orkney, il obtient de ce dernier un poste de shérif des îles Shetland. Il y construit le château de Muness, château le plus au nord de Grande-Bretagne. Il épousa Helen Kennedy (fille de Alexander Kennedy, de Girvan Mains) puis Elisabeth, fille de Patrick Grey. Alexander Bruce, de Cultmalindie († 1624), fils du précédent. Il obtient en 1587 une reconnaissance officielle de son fief de Cultmalindie. En 1568 il épouse Jeanne, fille de Lawrence Oliphant. George Bruce, de Cultmalindie († 1675), fils du précédent. Il vend ses terres à James Drummond avant 1667 et épouse Margaret, fille de Robert Campbell, de Glenlyon. George Bruce, de Cultmalindie, second fils du précédent. Il épouse Anna Sutherland en 1709. Robert Bruce, de Cultmalindie, fils du précédent. Il épouse en 1728 Janet Sutherland. John Bruce, de Cultmalindie (1730-?), fils du précédent. Il épouse en 1764 Janet Gilbertson. Ecartelé au 1er et 4ème d'or au sautoir de gueules, au chef du même chargé d'une étoile d'or; et au 2nd et 3ème de gueules au lion passant d'argent. |

### Bruce de Blairhall et leurs descendants

#### Lords de Blairhall
| Blasons                               | Personnages historiques et blasonnement |
| ------------------------------------- | --- |
| Bruce de Blairhall Bruce de Balcaskie | Edward Bruce, 1er de Blairhall (1505-1565) ,fils de David Bruce (7e baron de Clackmannan). Il épouse Alison, fille de William Reid. En 1541 il fait l'acquisition de Blairhall. Robert Bruce, 2e de Blairhall, fils du précédent. Il épouse en 1593 Margaret, fille de John Hamilton, de Valleyfield. Robert Bruce († ap.1633), fils du précédent. Il épouse en 1593 Catherine, fille de John Preston. William Bruce de Kinross, 1er baronnet de Balcaskie († 1710), fils du précédent. Il épouse Marie, fille de James Halkett puis Magdalen, fille de David Scott. Greffier des projets de lois en 1660 il joua un rôle dans la restauration du roi Charles II. Il achète Balcaskie en 1663 puis est créé baronnet de la Nouvelle-Écosse en 1668. Il est par ailleurs député de Fifeshire et de Kinross-shire. Maître des travaux du roi il achève le palais de Holyrood et après la vente de Balcaskie en 1698 acquiert la baronnie territoriale de Kinross. John Bruce, 2e et dernier baronnet de Balcaskie Il épouse en 1687 Lady Christian Leslie, fille de John Leslie , 1er duc de Rothes. Il est député de Kinross-shire entre 1702 et 1707. À sa mort son titre s'éteint. D'or au sautoir de gueules, au chef du même chargé d'un croissant d'argent D'or au sautoir de gueules, au chef cannelé du même |

#### Lords de KinlosspuisComtes d'Elgin
| Blasons | Personnages historiques et blasonnement |
| ------- | --- |
|         | Edward Bruce, 1er lord Bruce de Kinloss (1548–1611), fils d'Edward Bruce de Blairhall et d'Alison Reid. Il est nommé ambassadeur d'Écosse en Angleterre. Il est nommé commissaire de l' abbaye de Kinloss en 1601 et devient baron de Muirton. Il sert en tant que Lord of Session de 1597 à 1603 et est créé Lord Kinloss en 1602. Après l'union des couronnes, devenu sujet britannique, il devient conseiller privé. En 1604, il est nommé Lord Bruce de Kinloss. Il épouse Magdalene, fille d'Alexander Clerk. Edward Bruce, 2e lord Bruce de Kinloss († 1613), fils du précédent. Chevalier de l'Ordre du Bain, il est gentleman de la chambre jusqu'en 1610. Il est tué dans un duel. Thomas Bruce, 3e lord Bruce de Kinloss, 1er comte d'Elgin et 1er baron Bruce de Whorlton (1599-1663), frère du précédent. Diplômé d'Oxforf il épouse Anne, fille de Robert Chichester, puis Diana, fille de William Cecil d'Exeter. En 1633 il est nommé 1er comte d'Elgin. Robert Bruce, 2e comte d'Elgin, 1er comte d'Ailesbury et 2e baron Bruce de Whorlton (1626-1685), fils du précédent. Il épouse Lady Diana, fille d'Henry Grey, de Stamford. Député pour Bedfordshire entre 1660 et 1663 il obtient en 1664 le comté d'Ailesbury. Nommé Conseiller Privé en 1678 il occupe diverses charges jusqu'à devenir Lord Chamberlain en 1685. Thomas Bruce, 3e comte d'Elgin, 2e comte d'Ailesbury et 3e baron Bruce de Whorlton (1656-1741), fils du précédent. Député de Marlborough entre 1679 et 1681 puis du Wiltshire en 1685. Il compte parmi les derniers soutiens du roi Jacques II après que le prince d'Orange embarque pour l'Angleterre. En 1695, il est accusé d'avoir conspiré pour planifier la restauration du roi Jacques II et est emprisonné à la Tour de Londres. Libéré sous caution l'année suivante il décède en exil à Bruxelles. Il épouse Elizabeth, fille d'Henry Seymour, lord Beauchamp en 1676 puis Charlotte Jacqueline, fille de Louis Conrad d'Argenteau, comte d'Esneux en 1700. Charles Bruce, 4e comte d'Elgin, 3e comte d'Ailesbury, 4e baron Bruce de Whorlton et 1er baron Bruce de Tottenham (1682-v.1746), fils du précédent. Il est député de Great Bedwyn entre 1705 et 1708 puis de Marlborough de 1710 à 1711. Il épouse Anne, fille de William Saville de Halifax, puis Juliana, fille de Charles Boyle, de Cork, et enfin Caroline, fille du général John Campbell. À sa mort sans héritier, ses titres anglais (comte d'Ailesbury, vicomte Bruce de Ampthill et baron Bruce de Skelton) s'éteignent. Ses titres écossais vont à la lignée de Kincardine, à l'exception de la seigneurie de Kinloss et de la baronnie Bruce de Kinloss qui vont au duc de Buckingham. D'or au sautoir de gueules, au chef du même, au canton dextre d'argent chargé d'un lion d'azur, armé et lampassé de gueules |

#### Marquis d'Ailesbury
| Blasons      | Personnages historiques et blasonnement |
| ------------ | --- |
| Blason Armes | Thomas Brudenell-Bruce, 1er comte d'Ailesbury (1729-1814), petit-fils (par sa mère Lady Elisabeth) de Thomas Bruce, 2e comte d’Ailesbury et 3e comte d’Elgin. En février 1747, âgé de 17 ans, il succède à son oncle, le 4e comte d'Elgin et le 3e et dernier comte d'Ailesbury, comme 2e baron Bruce de Tottenham. En 1767, il ajoute au nom de son père Brudenell le nom de sa mère Bruce par licence royale. Pour lui le comté d'Ailesbury (éteint à la mort de son oncle) est recréé. Il sert comme Lord Lieutenant de Wiltshire de 1780 à 1782, puis comme Lord Chamberlain de la reine Charlotte de 1780 à 1792 et enfin comme trésorier de la reine Charlotte de 1792 à 1814. En 1786, il est fait Chevalier de l'Ordre du Chardon. Charles Brudenell-Bruce, 1ermarquis d'Ailesbury (1773-1856), fils du précédent. Il réalise le Grand Tour en Italie à partir de 1783 avant d'être envoyé à l'Université de Leyde. Colonel dans l'armée il fait partie des ultras-tories. Il siège à la Chambre des Communes en tant que député de Marlborough, puis à la Chambre des Lords. En 1793 il épouse Henrietta Maria, fille de Noel Hill, de Bervick. Il est chevalier de l'Ordre du Chardon. George Brudenell-Bruce, 2e marquis d'Ailesbury (1804-1878), fils du précédent. Baptisé avec le roi George III et la reine Charlotte comme parrain et marraine il étudie à Eton et à Oxford avant d'entrer aux Communes en 1826 puis aux Lords en 1829. En 1859 il est fait conseiller privé. Il est Master of the Horse à deux reprises et est fait chevalier de la Jarretière en 1864. Il épouse Lady Mary, fille de George Herbert, de Pembroke, mais sans postérité. Ernest Brudenell-Bruce, 3e marquis d'Ailesbury (1811-1886), frère du précédent. Député pendant 46 ans il est également conseiller privé et vice-chambellan de la Maison Royale à deux reprises. Il épouse Louisa Elizabeth, fille de John Horsley-Beresford, de Decies. George Brudenell-Bruce, 4e marquis d'Ailesbury (1863-1894), petit-fils du précédent. Il hérite de son grand-père à la mort de ce dernier. Joueur invétéré il est criblé de dettes et meurt prématurément à cause d'un style de vie excessif. Henry Augustus Brudenell-Bruce, 5e marquis d'Ailesbury (1842-1911), oncle du précédent et fils du 4e marquis. Il est lieutenant-colonel dans l'armée britannique avant de siéger comme député de Chippenham. En 1894, il succède au marquisat à la mort prématurée de son neveu et prend alors son siège à la Chambre des lords. George William James Chandos Brudenell-Bruce, 6e marquis d'Ailesbury (1873-1961), fils du précédent. Officier britannique remarqué lors de la seconde guerre des Boers il est compagnon de l'Ordre du Service Distingué (DSO). Il épouse Caroline, fille de John Madden en 1903, puis, devenu veuf une première fois il se marie avec Mabel, fille de John Lindsay, en 1945, et après la mort de cette dernière il épouse Alice, fille du capitaine John Forbes Pinhey en 1955. Chandos Sydney Cedric Brudenell-Bruce, 7e marquis d'Ailesbury (1904-1974), fils du précédent. Major dans l'armée britannique il est fait prisonnier lors de la seconde guerre mondiale mais réussit à s'évader. Il est par ailleurs l'auteur de plusieurs ouvrages aux sujets divers. Il épouse Joan Houlton, fille de Stephen Salter en 1924, puis après son veuvage Joyce, fille de Charles Warwick-Evans en 1944 (elle-même veuve). Ils divorcent en 1948. Il épouse alors Jean Frances Margaret, fille de John Addison Wilson en 1950. Michael Brudenell-Bruce, 8e marquis d'Ailesbury (né en 1926). Il étudie à Eton avant de servir dans les Royal Horse Guards. Mobilisé à la fin de la seconde guerre mondiale il est capitaine à titre honorifique. Financier il est directeur de Fiske & Co Ltd. Il épouse Edwina Sylvia, fille du lieutenant-colonel Sir Ernest Edward de Winton-Wills en 1952, puis après leur divorce il se marie en 1963 avec Juliet Adrienne, fille d'Edward Hilary Lethbridge Kingsford, enfin après son second divorce il épouse en 1974 Caroline Elizabeth, fille du commandant Owen Francis MacTier Wethered. Ils ont également divorcé. Ecartelé au 1 et 4 d'or au sautoir de gueules, au chef du même au canton droit d'argent chargé d'un lion passant d'azur, armé et lampassé de gueules (qui est Bruce); au 2 et 3 d'argent au chevron d'azur cantonné de trois chapeaux d'azur (qui est Brudenell). |

#### Lords de KincardinepuisComtes d'Elgin et de Kincardine
| Blasons          | Personnages historiques et blasonnement |
| ---------------- | --- |
|                  | Edward Bruce, 1er comte de Kincardine et 1er lord Bruce de Torry († 1662). Fils de Sir Georges Bruce (lui-même petit fils d'Edouard Bruce, 1er de Blairhall) et de Mary Preston. Il occupe le poste de député de Stirling en 1644 avant d'être créé 1er comte de Kincardine le 26 décembre 1647. Il n'est pas marié et meurt sans postérité. Alexander Bruce, 2e comte de Kincardine et 2e lord Bruce de Torry (v.1629-1680), frère du précédent. Il est commissaire au trésor entre 1666 et 1674 mais également Extraordinary Lord of Session entre 1667 et 1680. Il est par ailleurs Conseiller Privé à partir de 1674. Il épouse Veronica, fille de Cornelius van Aersen, de Sommelsdyck en 1659. Alexander Bruce, 3e comte de Kincardine et 3e lord Bruce de Torry (1666-1705), fils du précédent. Il vend la baronnie de Carnock et le la majeure partie du domaine en 1700. Alexander Bruce, 4e comte de Kincardine et 4e lord Bruce de Torry († 1706). Son ancêtre commun avec le 3e comte de Kincardine est le grand-père d'Edward Bruce, 1er de Kincardine. Alexander est le fils de Robert Bruce, Lord Broomhall et d'Helen Skene. Il est député de Culross à de nombreuses reprises puis de Sanquhar. Il est Receveur général des Approvisionnements entre 1693 et 1695. Il épouse Christiane Bruce, petite-fille de Robert Bruce, 2e de Blairhall. Robert Bruce, 5e comte de Kincardine et 5e lord Bruce de Torry (v. 1660-1718), fils du précédent. Il meurt sans postérité. Alexander Bruce, 6e comte de Kincardine et 6ème lord Bruce de Torry (1662-1721), frère du précédent. Il épouse Jeanne Nisbet mais meurt sans postérité masculine. Thomas Bruce, 7e comte de Kincardine et 7e lord Bruce de Torry (1663-1739), frère du précédent. Il épouse Rachel, fille de Robert Pauncefort en 1699. C'est un conseiller du prince Charles Édouard Stuart. William Bruce, 8e comte de Kincardine et 8e lord Bruce de Torry († 1740), fils du précédent. Il épouse Jane, fille de James Roberton en 1726. Ecartelé au 1er et au 4e d'argent au lion rampant d'azur, armé et lampassé de gueules; au 2d et au 3e d'or au sautoir de gueules, au chef du même. |
| Blason Armoiries | Charles Bruce, 5e comte d'Elgin, 9e comte de Kincardine, 8e lord Bruce de Torry et 5e lord Bruce de Kinloss (1732- 1771), fils du précédent. Il épouse Martha, fille de Thomas Whyte, en 1759. Il hérite des titres paternels mais également des titres écossais de Charles Bruce, 4e comte d'Elgin (voir plus haut). Il est par ailleurs grand maître de la Grande Loge d'Ecosse de 1761 à 1763 . Général William Robert Bruce, 6e comte d'Elgin et 10e comte de Kincardine (1764-1771), fils du précédent. Il meurt sans postérité. Général Thomas Bruce, 7e comte d'Elgin et 11e comte de Kincardine (1766-1841), frère du précédent. Diplomate et militaire britannique, il est surtout connu pour avoir transporté le décor sculpté du Parthénon d'Athènes à Londres. Il est ambassadeur du Royaume-Uni auprès de l'Empire Ottoman et en Prusse et est même un temps prisonnier de Napoléon Ier. En 1816 il vend sa collection au British Museum mais meurt endetté en France. Il a épousé Mary, fille de William Hamilton Nisbet en 1799 puis Elizabeth, fille de James Townsend Oswald en 1810. James Bruce, 8e comte d'Elgin et 12e comte de Kincardine (1811-1863), fils du précédent. Il épouse Elizabeth Mary, fille de Charles Lennox Cumming-Bruce de Roseisle et Kinnaird puis Mary Louisa, fille de John George Lambton, de Durham. Gouverneur général de la Jamaïque entre 1842 et 1846 puis du Canada de 1846 à 1854, il est créé le 1er baron Elgin (pairie du Royaume-Uni) ce qui s'ajoute à ses titres de 12e lord Bruce de Torry et de 8e lord Bruce de Kinloss. Chevalier de l'Ordre du Chardon et conseiller privé, il occupe le poste de ministre plénipotentiaire en Chine entre 1857 et 1859. Il y est responsable de la destruction du Palais d'Eté de Pékin. Il a par ailleurs été nommé Chevalier Grand-Croix de l'Ordre du Bain en 1858. Ministre entre 1859 et 1860, il atteint le sommet de sa carrière en devenant vice-roi des Indes en 1862. Victor Alexander Robert Bruce, 9e comte d'Elgin et 13e comte de Kincardine (1849-1917), fils du précédent. Il épouse Constance Mary, fille de James Carnegie, de Southesk en 1876 puis Gertrude Lilian, fille du commandant William Sherbrooke en 1913. Conseiller privé en 1886, il est vice-roi des Indes entre 1894 et 1899. Il reçoit cette année là l'Ordre de la Jarretière. Entre 1905 et 1908 il occupe la charge de secrétaire d'Etat pour les colonies. Il a par ailleurs été nommé Chevalier Grand Commandeur de l'Ordre de l'Empire des Indes et de l'Ordre de l'Étoile d'Inde. Edward James Bruce, 10e comte d'Elgin et 14e comte de Kincardine (1881-1968), fils du précédent. Il épouse Katherine Elizabeth, fille du Lt.-Col. Thomas Cochrane, de Cults en 1921. Il combat pendant la Première Guerre mondiale. Compagnon de l'Ordre de Saint-Michel et Saint-George, il reçoit la Grand-Croix de l'Ordre Polonia Restituta. Il était également colonel honoraire de plusieurs unités militaires dont le 31e Régiment du génie de combat canadien (The Elgin's) et directeur extraordinaire de la Royal Bank of Scotland. Andrew Bruce, 11e comte d'Elgin et 15e comte de Kincardine (né en 1924), fils du précédent. Il épouse Victoria Mary, fille du Major Dudley George Usher, en 1959. Après ses études à Eton il gagne son grade de lieutenant dans les Scots Guards. Il est blessé pendant la seconde guerre mondiale. Il a occupé le poste de Lord Haut-Commissaire de l'Assemblée générale d'Écosse entre 1980 et 1981 et a été nommé Chevalier de l'Ordre du Chardon en 1981 ainsi que l'Ordre royal norvégien du Mérite en 1994. D'or au sautoir de gueules, au chef du même, au canton dextre d'argent chargé d'un lion d'azur, armé et lampassé de gueules |

### Bruce de Kennet
| Blasons | Personnages historiques et blasonnement |
| ------- | --- |
| Blason  | David Bruce, de Green (1495-1568), fils de David Bruce, 7e de Clackmannan (et donc frère d'Edward Bruce (de Blairhall) et de Patrick Bruce (de Lymlyn). Archibald Bruce, liférent de Wester Kennet (1517-1609), fils du précédent. Il épouse Margaret, fille de Robert Bruce, de Wester Kennet. Robert Bruce, 2e de Wester Kennet (1570-1606), fils du précédent. Il épouse Elizabeth, fille d'Alexander Gall, de Maw. Robert Bruce, 3e de Kennet et 1er de Garlet (1600-1671), fils du précédent. Il épouse Agnes, fille de Patrick Murray de Pardewis. David Bruce, 4e de Kennet (v.1629-1673), fils du précédent. Il épouse Marjory, fille de David Young, de Kirkton. David Bruce, 5e de Kennet (1651-1704), fils du précédent. James Bruce, 6e de Kennet († 1728), frère du précédent. Il est Brigadier Général dans l'armée. Il épouse Mary, fille d'Alexander Swinton, de Mersignton. Alexander Bruce, 7e de Kennet († 1747), fils du précédent. Il épouse en 1714 Mary, fille de Robert Balfour, de Burleigh. Robert Bruce, 8e de Kennet (1718-1785), fils du précédent. Admis à la faculté en 1743 il est professeur de droit de la nature et des nations à l'université d'Edimbourg (de 1758 à 1764) et shérif-adjoint de Stirling & Clackmannan en 1760. Il est élu sénateur du College of Justice, en tant que Lord Kennet, en 1764 et Lord of Justiciary en 1769. En 1783 il est membre fondateur de la Royal Society d'Edimbourg. Il épouse Helen, fille de George Abercromby, de Tullibody en 1745. Alexander Bruce, 9e de Kennet (1755-1808). Il épouse une fille d'Hugh Blackburn, de Glasgow. Robert Bruce, 10e de Kennet (1795-1864). Il épouse en 1825 Anne, fille de William Murray, de Polmaise et Touchadam puis en 1848 Jane, fille de James Fergusson, de Kilkerran. Il est député du comté de Clackmannan. À la mort du 5e lord Balfour Robert revendique pour lui la segneurie, mais il meurt avant que l'affaire ne soit tranchée. D'or au sautoir de gueules, au chef du même chargé d'une étoile d'argent |
| Blason  | Alexander Hugh Bruce, 6e lord Balfour, de Burleigh, fils du précédent. En 1868 la Chambre des Lords a reconnu aux Bruce le droit à la seigneurie Balfour, Alexander étant l'arrière-arrière-petit-fils de Mary Balfour. Politicien conservateur et conseiller privé il est Chevalier de l'Ordre du Chardon, de l'Ordre de Saint Michel et Saint George et de l'Ordre royal de Victoria. Il est secrétaire pour l'Ecosse de 1895 à 1903 et occupe plusieurs postes dans l'administration britannique et est très impliqué dans l'Église d'Écosse. Il est par ailleurs gouverneur de la Bank of Scotland, Lord-recteur de l'université d'Edimbourg et chancelier de l'université de Saint Andrew. George Bruce, 7e lord Balfour de Burleigh, 7e lord Balfour, de Burleigh, fils du précédent.Il obtient le grade de capitaine dans les services de renseignement et combat pendant la Première Guerre mondiale, où il a été blessé et cité à quatre reprises. Il est pair représentatif pour l'Ecosse à la Chambre des Lords de 1923 à 1963. Il est par ailleurs que président de la Lloyds Bank de 1946 à 1954. Il épouse Violet, fille de Richard Henry Done. Robert Bruce, 8e lord Balfour of Burleigh (1927–2019), fils du précédent. Il étudie à Westminster avant de devenir officier dans la Royal Navy puis ingénieur. Directeur général d'English Electric en Inde puis à Liverpool. Il épouse en 1971 Jennifer Manasseh avant que le couple ne divorce en 1993. Cette même année il se remarie avec Janet, fille de Frank Morgan. Il est par ailleurs administrateur de la Bank of Scotland et occupe jusqu'en 1998 le poste de chancelier de l' Université de Stirling. Ecartelé au 1 et 4 d'argent au chevron de sable, chargée d'une tête arrachée de loutre d'argent; au 2 et 3 d'or au sautoir de gueules, au chef du même chargé d'une étoile d'argent. |

### Bruce de Lymlyn et leurs descendants

#### Bruce de Lymlyn (branche suédoise)
| Blasons | Personnages historiques et blasonnement |
| ------- | --- |
|         | Patrick Bruce, de Lymlyn (1509-1540), autre fils de David Bruce, 7ème de Clackmannan. Il épouse Margaret Falconer, de Halkerton. Andrew Bruce, de Lymlyn († 1644), second fils du précédent. Il sert dans l'armée avec le grade de major. Robert Bruce, de Lymlyn, fils du précédent. Il arrive en Suède en 1623 et sert dans l'armée avec le grade de lieutenant colonel à partir de 1630. |

#### Comtes de Bruce (branche russe)
| Blasons          | Personnages historiques et blasonnement |
| ---------------- | --- |
| Blason Armoiries | Jacob Bruce, fils aîné de Patrick Bruce, de Lymlyn. Il émigre en Russie en 1647 au service du tsar Alexis 1er. Il sert dans l'armée au grade de major. Wilim Bruce, fils du précédent. Il sert dans l'armée et meurt avec le grade de général de division dans l'armée impériale. Comte James Daniel Bruce (1670-1735), fils du précédent. Il russifie son nom en Yakov Vilimovich Bruce (Брюс, Яков Вилимович). Général Feldzeugmeister et Maréchal-général de l'armée impériale il est fait comte en 1721, il reçoit également l'ordre de Saint-André, la plus prestigieuse distinction de l'Empire russe. Très érudit, parlant couramment six langues, et auteur de dictionnaires et de manuels, il est aussi naturaliste et astronome (il crée le premier observatoire de Russie en 1702). Sa bibliothèque, riche de plus de mille cinq cents volumes, formera la base de la bibliothèque de l'académie impériale des sciences. Il meurt sans postérité après s'être retiré dans ses terres en 1726 pour se consacrer aux études scientifiques. Roman (Robert) Bruce (Брюс, Роман Вилимович) (1667-1717), frère aîné du précédent. Il est lieutenant général dans l'armée et est le premier commandant en chef de Saint-Pétersbourg. Comte Alexander Romanivich Bruce (Брюс, Александр Романович) (1704-1760), fils du précédent. Il hérite du titre de comte à la mort de son oncle Yakov. Il est lieutenant général dans l'armée, et vice-gouverneur de Moscou. Il épouse la princesse Anastasia Mikhailovna Dolgorukaya, puis la princesse Ekaterina Alekseevna Dolgorukova, et enfin Natalia Fedorovna Kolycheva. Comte Yakov Alexandrovitch Bruce (Брюс, Яков Александрович) (1732-1791), fils du précédent (issu du second mariage de son père). Il est général en chef dans l'armée impériale et commandant en chef de Moscou. Il épouse la comtesse Praskovya Alexandrovna Rumyantseva. Ekaterina Yakovlevna Bruce (Брюс, Екатерина Яковлевна) (1776-1821), fille du précédent. Elle est mariée au comte Vasily Musin-Pushkin, qui est autorisé par décret du 18 novembre 1796 à s'appeler comte Musin-Pushkin-Bruce. Le couple meurt sans postérité. Ecartelé au 1 et 4 d'azur à une muraille d'argent posée en bande, surmonté d'un boulet en feu au naturel; au 2 et 3 d'argent à une tête d'aigle arrachée de sable et couronnée d'or; à l'écusson d'or au sautoir de gueules, au chef du même (qui est Bruce) brochant le tout. |

## Autres branches

### Barons Aberdare(branche galloise)
| Blasons      | Personnages historiques et blasonnement |
| ------------ | --- |
| Blason Armes | Henry Bruce, 1er baron Aberdare (1815-1895), fils de John Bruce (né Knight) et de Sarah, fille du révérend Hugh Williams Austin. Homme politique libéral il devient Ministre de l'intérieur en 1868 où il s'illustre par une réforme sur les Lois sur les permis d'alcool au Royaume-Uni. Il devient par la suite Lord-Président du Conseil en 1873. Il est alors fait Pair du Royaume Uni en tant que baron Aberdare. L'année suivante son parti perd les élections ce qui pousse Henry Bruce à mettre fin à sa vie politique. Il devient alors Président de plusieurs sociétés royales. En 1882 il devient président de la National African Company. Il est Conseiller privé et Grand-Croix de l'Ordre du Bain. En 1894, il obtient la création d'un collège pour le Pays de Galles du sud, aujourd'hui l'Université de Cardiff. Il épouse Annabella Beadon. Henry Bruce, 2e baron Aberdare (1851-1929), fils du précédent. Il devient major en 1899. Un an plus tard, il en est nommé lieutenant-colonel honoraire et en 1910 colonel honoraire du 5e bataillon des Welch Guards. Plus tard, il est promu lieutenant-colonel du 3e bataillon. Il est décoré de la décoration des bénévoles. Il est le président du University College ainsi que du Musée national du pays de Galles. Il épouse Constance Mary, fille de Hamilton Beckett en 1880. Clarence Bruce, 3e baron Aberdare (1885-1957), fils du précédent. Officier il atteint le grade de capitaine pendant la première guerre mondiale avant de devenir colonel honoraire. Il est par ailleurs un joueur de jeu de paume reconnu (champion amateur des États-Unis en 1930 et des îles britanniques en 1932 et 1938, six fois vainqueur de la Coupe de Paris il remporte le prix d'or du MCC à cinq reprises et neuf fois le prix d'argent). Il siège également au Comité international olympique et au comité d'organisation des Jeux olympiques d'été de 1948 à Londres. En 1948, il est créé Chevalier de l'Ordre de Saint-Jean de Jérusalem et Commandeur de l'Ordre de l'Empire britannique. Un an plus tard. En 1954, il est fait Chevalier Grand-Croix de l'Ordre de l'Empire britannique. Il épouse Margaret Bethune Black puis (après le décès de celle-ci) l'actrice Griselda Hervey. Morys Bruce, 4e baron Aberdare (1919-2005), fils du précédent. En 1939, il rejoint l'armée britannique, avec le grade de lieutenant dans les Welsh Guards. Il devient capitaine, après avoir servi dans divers postes d'état-major pendant et après la Seconde Guerre mondiale. En 1970 il devient ministre d'État auprès du ministère de la Santé, en 1974, il est nommé au Conseil privé et devient ministre sans portefeuille. Entre 1976 et 1992, il est vice-président de la Chambre des lords. Après l'House of Lords Act 1999 il est l'un des 92 pairs héréditaires élus pour rester membre de la chambre. Il est par ailleurs Chevalier Commandeur de l'Ordre de l'Empire britannique, et il occupe divers postes au sein de l'Ordre de Saint-Jean de Jérusalem. Il épouse Maud Helen Sarah Dashwood. Alastair Bruce, 5e baron Aberdare (né en 1947), fils du précédent. Il est élu en 2009 pour siéger à la Chambre des Lords. Il est membre honoraire de l'Université de Cardiff depuis juillet 2008. D'or au sautoir de gueules, au chef du même chargé d'une merlette d'or. |

### Baronets Bruce-Gardner, deFrilford
| Blasons      | Personnages historiques et blasonnement |
| ------------ | --- |
| Blason Armes | Charles Bruce-Gardner, 1er baronnet de Frilford (1887-1960), fils d'Henry Gardner et de Florence Arliss. Industriel anglais, spécialisé dans la production mécanique et aéronautique, il est nommé conseiller industriel auprès du gouverneur de la Banque d'Angleterre, en tant que président de la Society of British Aircraft Constructors, de 1938 à 1943. Il est fait chevalier en 1938 puis baronnet de Frilford (comté de Berkshire) en 1945. Il épouse Gertrude, fille de Charles Rivington Shill, en 1911. Douglas Bruce-Gardner, 2e baronnet de Frilford (1917–1997), fils du précédent. Il épouse en 1940 Monica Flummerfelt, fille de Geoffrey Jefferson. Ils divorcent en 1964. Cette même année il se remarie avec Sheila Jane, fille de Roger Stilliard. Il dirige la société familiale Henry Gardner & Company entre 1952 et 1968. Il préside par ailleurs l'Iron and Steel Institute entre 1966 et 1967. Robert Bruce-Gardner, 3e baronnet de Frilford (1943-2017), fils du précédent. Conservateur d'art au Courtauld Institute of Art de Londres il est reconnu comme expert de l'utilisation des rayons X dans l'examen des peintures. Il épouse Veronica Ann Hand-Oxborrow. Edmund Thomas Peter Bruce-Gardner, 4e baronnet de Frilford (né en 1982), fils du précédent. D'or au sautoir coupé de gueules un écusson d'argent à la main rouge d'Ulster brochant, au chef du même d'une abeille au naturel cantonnée de deux roses d'argent. |

### Vicomte Bruce de Melbourne
| Blasons          | Personnages historiques et blasonnement |
| ---------------- | --- |
| Blason Armoiries | Stanley Bruce, 1er et dernier vicomte Bruce de Melbourne (1883-1967), fils de John Munro Bruce (Scot d'Ulster ayant émigré en Australie) et de Mary Ann Henderson (irlandaise). Il est Premier Ministre d'Australie de 1923 à 1929. Né dans une famille aisée de Melbourne, Stanley Bruce étudie à Cambridge avant de reprendre l'entreprise de commerce international de son père. Il participe à la Première Guerre mondiale où il est blessé à deux reprises. À son retour il entame une carrière politique en étant député, puis ministre des finances, et enfin Premier Ministre. Son mandat est caractérisé par une profonde réforme de l'administration fédérale et le transfert du gouvernement à la nouvelle capitale de Canberra. Il établit un corps d'officiers fédéraux et un conseil pour la recherche scientifique, ancêtres respectifs de la police fédérale et de l'Organisation fédérale pour la recherche scientifique et industrielle. Il établit par ailleurs un grand programme d' « hommes, d'argent et de marchés » pour accroître la population australienne et ses capacités industrielles. Battu cruellement lors des élections de 1929 il devient en 1933 haut-commissaire au Royaume-Uni. Il commence alors une figure importante dans les milieux politiques britanniques et se fait remarquer à la Société des Nations comme un grand défenseur de la coopération internationale sur les sujets économiques et sociaux, notamment ceux concernant les pays en développement. Très impliqué dans les débuts du programme des Nations unies sur l'alimentation et l'agriculture il en devient le président du conseil de 1946 à 1951. En 1947 il est anobli à l'initiative du Premier Ministre britannique Clément Atlee. Il est le premier australien à siéger à la Chambre des Lords. Il est par ailleurs le premier chancelier de l'université nationale australienne de 1952 à 1961. À sa mort sans héritier en 1967 le titre de vicomte Bruce, de Melbourne s'éteint. D'or au sautoir de gueules cantonné de quatre étoiles de sable, au chef de gueules chargé d'un canton d'argent chargé d'un sautoir de sable |